# Gallo Record Company
Gallo Record Company – największa w Afryce południowoafrykańska wytwórnia wydająca płyty muzyczne. Wytwórnia posiada 75% utworów muzycznych, które zostały nagrane w Republice Południowej Afryki.

## Historia
W 1939 roku wokół małego muzycznego sklepu detalicznego w centrum Johannesburga powstało Gramophone Record Company.
W 1985 roku GRC zostało włączone do Gallo Group. Peter Gallo zmienił nazwę firmy na Gallo–GRC. W 1989 roku nazwa firmy została skrócona do Gallo Record Company.
W 1996 roku Gallo zostało scalone z RPM Records. Rok później została wykupiona przez Tusk Music.
Gallo (Africa) Ltd. jest częścią Johnnic Communications. W maju 2006 roku z inicjatywy Warner Music International powstało Warner Music Gallo Africa, które rozszerzyło działalność firmy o wydania w dystrybucji elektronicznej.